# 金谷山
金谷山（かなやさん）は、新潟県上越市にある山である。標高は145m。

## 概要
えちごトキめき鉄道高田駅の西約3kmほどのところにある。中腹を上信越自動車道がトンネルで貫き、その下に金谷山スキー場がある。1911年にテオドール・エードラー・フォン・レルヒ少佐が、この地で日本初となるスキー講習を行ったことから、「日本スキーの発祥地」としても知られ、日本スキー発祥記念館も場内にある。ただし標高が低いために、スキー場の営業には積雪が足らず滑走可能な期間が短い年もある。
また、北陸新幹線のルートの一部が、金谷山の南側を南東側から北西方向に貫いている。

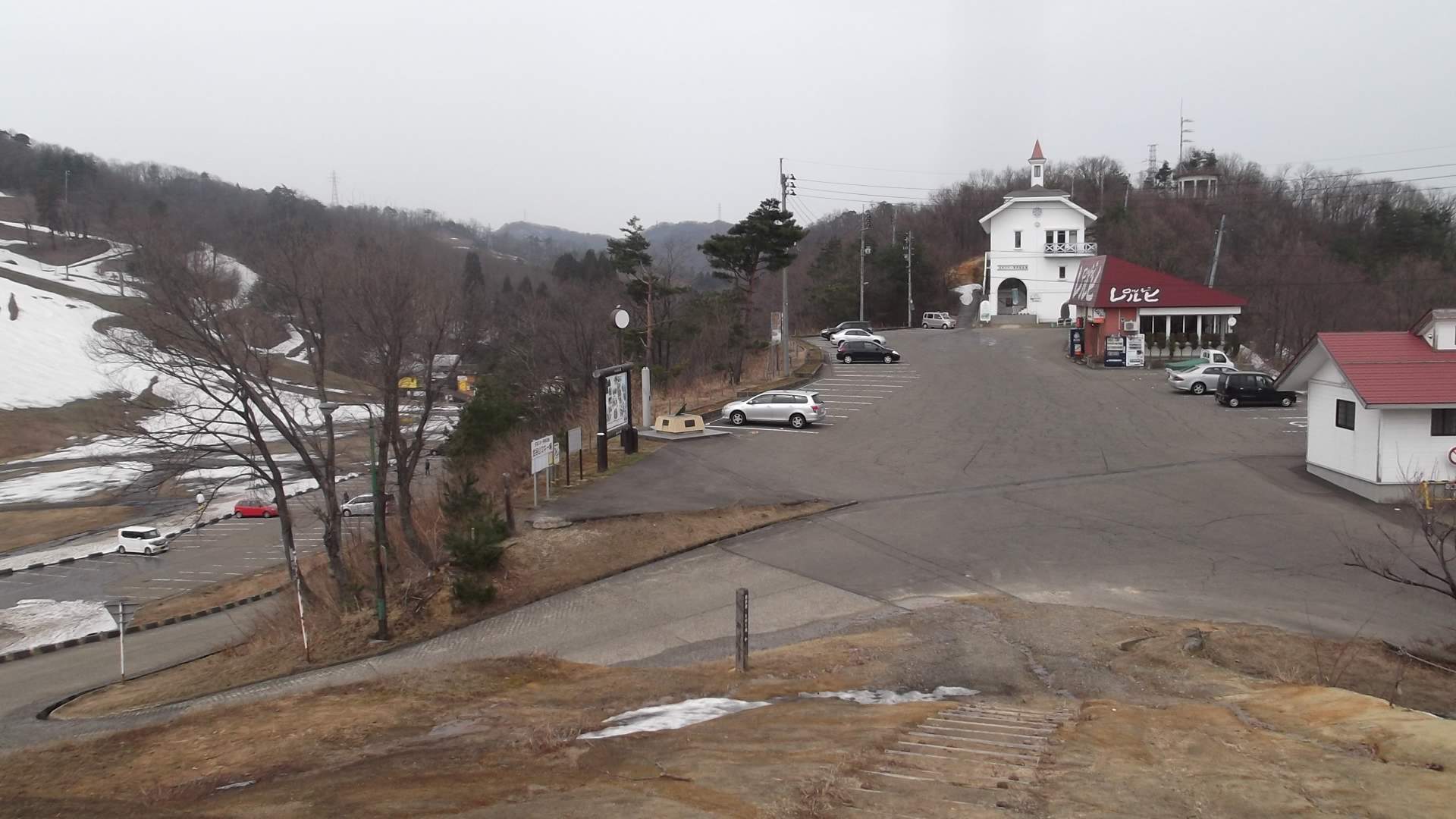
金谷山公園（新潟県上越市）

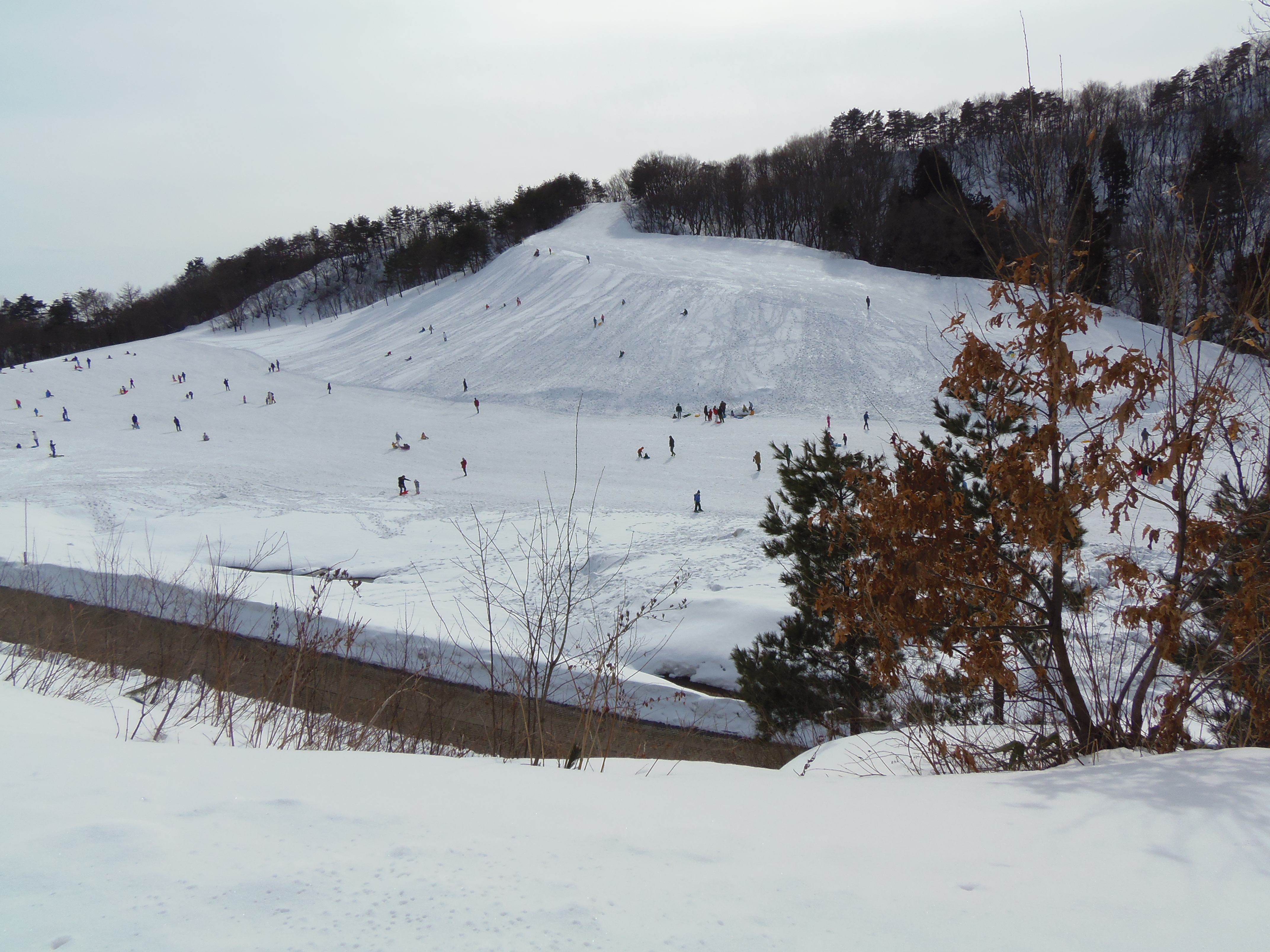
金谷山スキー場（東側）
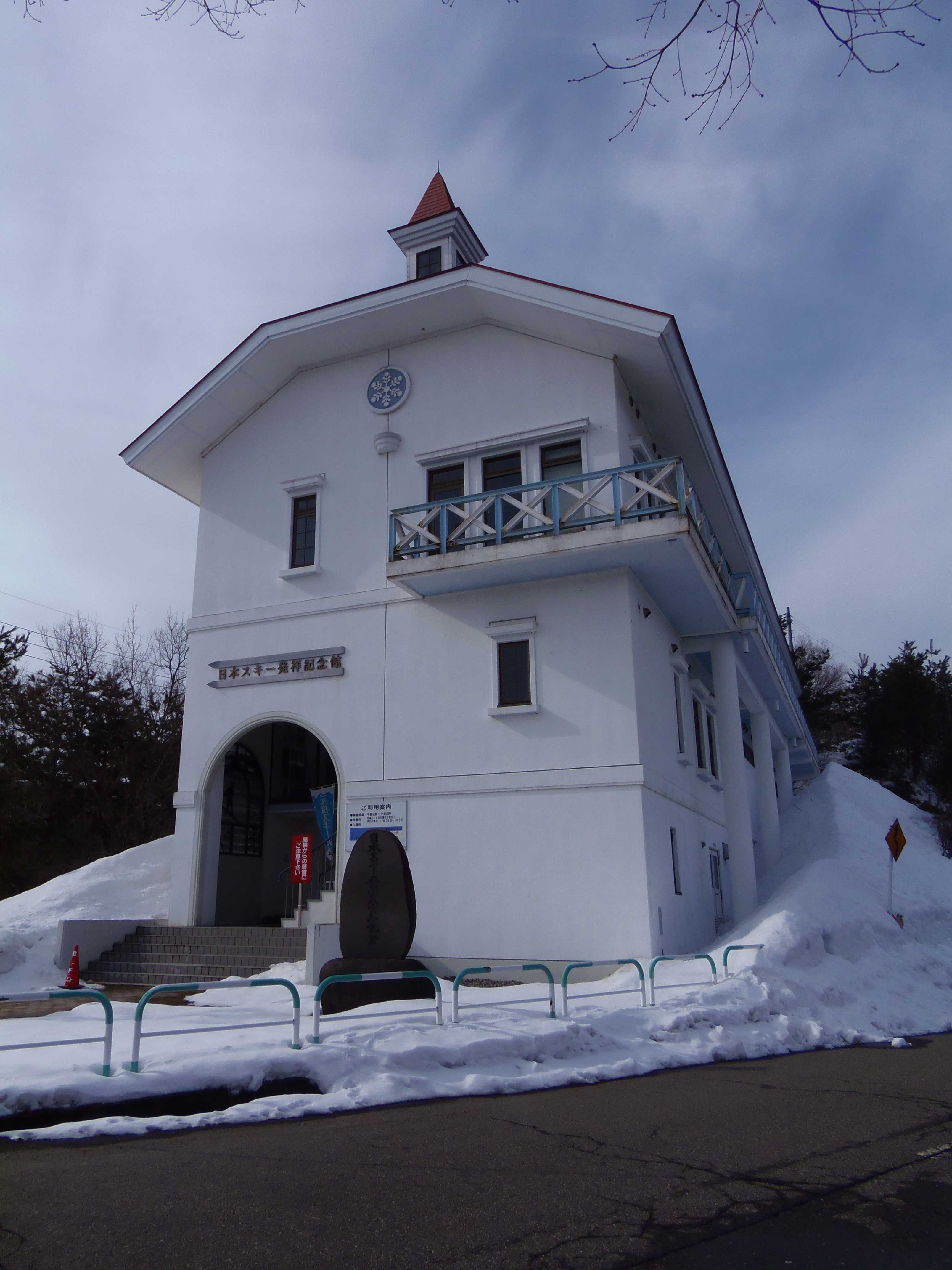
日本スキー発祥記念館